# アル・プロホロフ (小惑星)
アル・プロホロフ (7269 Alprokhorov) は小惑星帯に位置する小惑星である。ソビエト連邦の天文学者タマラ・スミルノワが発見した。
レーザーとメーザーの研究により1964年のノーベル物理学賞を受賞した、ソビエト連邦の物理学者アレクサンドル・プロホロフから命名された。